# Hope Island, British Columbia
Hope Island är en ö i Kanada.   Den ligger i Regional District of Mount Waddington och provinsen British Columbia, i den sydvästra delen av landet, 3 800 km väster om huvudstaden Ottawa. Arean är 38 kvadratkilometer. På ön finns samhället Bull Harbour.
Terrängen på Hope Island är platt. Öns högsta punkt är 152 meter över havet. Den sträcker sig 6,3 kilometer i nord-sydlig riktning, och 11,6 kilometer i öst-västlig riktning.